# Abram Petrovitsj Gannibal

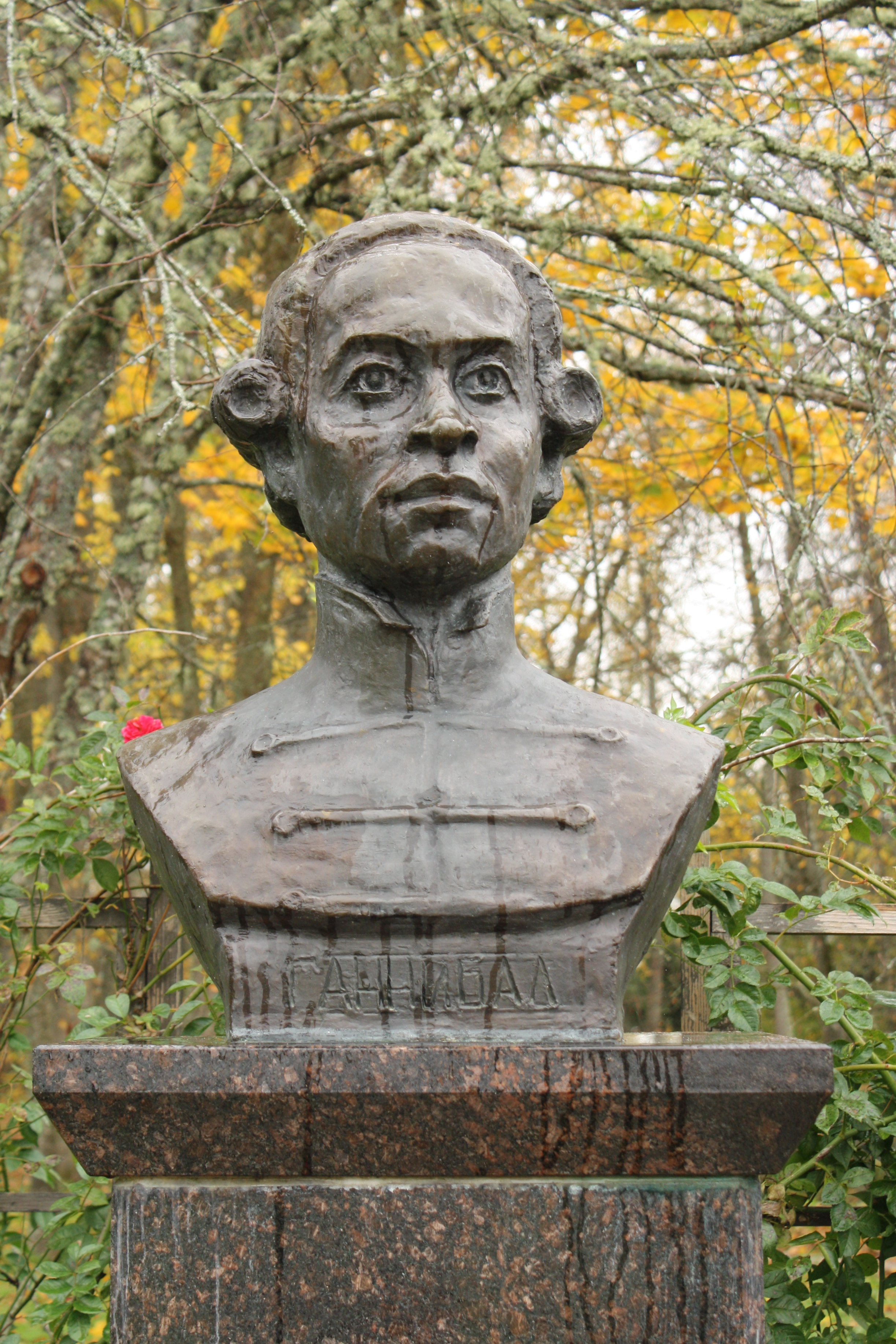
buste van Gannibal te Petrovskoje

Abram (Ibrahim) Petrovitsj Gannibal (ook geschreven als Hannibal)(Logon, Abessinië of Kameroen, ca. 1696 -  Soejda, Gouvernement Sint-Petersburg,14 (25) mei 1781) was een Russisch militair en overgrootvader van de dichter Aleksandr Poesjkin.
Hij was de zoon van een zwarte Afrikaanse vorst, een vazal van de Ottomaanse sultan Mustafa II. In 1703 werd hij gevangengenomen en naar het paleis van de sultan in Constantinopel gestuurd. In 1704 bracht Savva Raguzinsky, een Istanbulse koopman van Kroatisch-Servische afkomst, Gannibal naar Moskou, en een jaar later werd Gannibal gedoopt. Omdat Peter I de peetvader was, ontving Gannibal in de orthodoxe kerk het patroniem Petrovitsj. Sinds 1756 was hij de belangrijkste militaire ingenieur van het Russische leger, in 1759 ontving hij de rang van opperbevelhebber. In 1762 ging hij met pensioen. 
In zijn tweede huwelijk had Gannibal een zoon, Osip Gannibal, de grootvader van Poesjkin aan moederszijde. Poesjkin droeg zijn onvoltooide roman "De moor [arap] van Peter de Grote" op aan zijn overgrootvader.

## Oorsprong
De oorsprong van Abram Gannibal is niet volledig opgehelderd, omdat er geen documentaire gegevens zijn over de plaats van zijn geboorte. Er zijn twee hoofdversies: Abessijns (Ethiopisch), erkend door de meeste onderzoekers tot in de 20e eeuw, en Kameroens, ontwikkeld sinds het einde van de 20e eeuw.
Gannibal zelf gaf in zijn autobiografie, ingediend in februari 1742 aan de senaat bij het aanvragen van een adelsdiploma en wapen, alleen aan dat hij uit een adellijke familie kwam uit de Afrikaanse stad Lagon, waar zijn vader een soevereine vorst was, maar noemde niet de exacte locatie van de familiebezittingen.
Voor het eerst komt de vermelding van de Abessijnse (Ethiopische) oorsprong van Gannibal voor in zijn biografie, na de dood van Abram Petrovitsj samengesteld door Gannibals schoonzoon Aleksej Karlovitsj von Rotkirch in 1786 (de zogenaamde  "Duitse biografie"). Poesjkin, hoewel bekend met deze “Duitse biografie” (Poesjkin vertaalde deze gedeeltelijk in het Russisch), beschouwde zijn overgrootvader als van zwart-Afrikaanse afkomst, waarna 19e-eeuwse biografen deze versie aanhielden (o.a. Jazykov, Longinov, Chmyrov, Bartenev, en Annenkov).
Aan het eind van de 19e eeuw beschouwde Dmitri Anoetsjin in zijn werk, gepubliceerd in Roesskije Vedomosti, de "Duitse biografie" en ontwikkelde de Abessijnse versie van de oorsprong van Gannibal. Gebaseerd op de toponymie van de late 19e eeuw concludeerde hij dat het geboorteland van Abram Gannibal het district Logon-Chuan was met het dorp Dobarwe op de grens van het huidig Eritrea en Ethiopië .
Ook later, gedurende de 20e eeuw, werden de conclusies van Anoetsjin door de meeste Poesjkin- onderzoekers erkend als de meest gezaghebbende bij het bepalen van het thuisland van Abram Gannibal, maar er waren ook critici. In 1937 verscheen een boek van M.O. Wegner, waarin de auteur het werk van Anoetsjin onaanvaardbaar en onwetenschappelijk noemt. In 1962  publiceerde Vladimir Nabokov een artikel waarin hij Anoetsjins "Duitse biografie" bekritiseerde en zijn eigen aannames over de locatie van Lagon naar voren bracht, maar ook hij stelde voor om naar Lagon te zoeken in het noorden van Abessinië.
In 1995 verzette de Afrikanist en slavist Dieudonné Gnammanku zich tegen de Abessijnse versie en noemde deze gebaseerd op Anoetsjins racistische opvattingen over het negroïde ras en toponymische vervalsingen in zijn werk. Verwijzend naar de resultaten van de expeditie van Nikolaj Chochlov, die in 1971 de door Anoetsjin aangegeven gebieden van Ethiopië bezocht en daar geen toponymische en etymologische overeenkomsten vond met de conclusies van Anoetsjin, sprak Gnammanku van een onjuiste interpretatie van de term "Abyssinia", die in de 17e-18e eeuw een veel bredere betekenis had dan aan het einde van de 19e eeuw (het grondgebied van het Ethiopische Rijk), en bracht zijn eigen versie van de oorsprong van Gannibal naar voren.
Gebaseerd op het feit dat de Turken en Europeanen in de 17e eeuw met Habesistan het uitgestrekte gebied van Centraal-Afrika van Egypte in het noorden tot Mozambique in het zuiden en van de Rode Zee in het oosten tot het koninkrijk Congo in het westen benoemden, en alleen uitgaande van de gegevens die in Gannibals autobiografie van 1742 worden vermeld, suggereerde Gnammanku, op basis van historisch en toponymisch onderzoek, dat het vorstendom Logon op de grens van het moderne Kameroen en Tsjaad, met als hoofdstad Logon-Birni aan de rivier de Logone, ten zuiden van het Tsjaadmeer, als het thuisland van Gannibal kon worden beschouwd. Volgens Gnammanku kwam Abram Gannibal uit een familie van heersers van het Kotoko-volk, en zijn vader zou miarre (vorst) Bruha kunnen zijn, die daar aan het einde van de 17e eeuw regeerde.
Om te zoeken naar bewijs van de Kameroense theorie van Gnammanku werd in 1999 een expeditie gemaakt door Igor Danilov en Valeri Vorobjov (op dat moment de Russische ambassadeur in Tsjaad) door het grondgebied van het voormalige vorstendom Logon. Het was echter niet mogelijk om enig exact bewijs te vinden. De hypothese werd ook ondersteund door de Franse taalkundige Henri Tournier, senior onderzoeker bij het Nationaal Centrum voor Wetenschappelijk Onderzoek van Frankrijk.

## Biografie

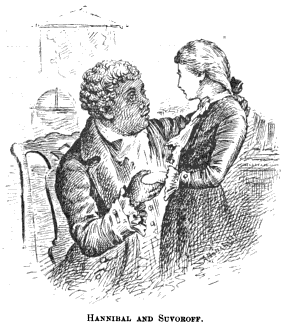
Gannibal en Soevorov
(volgens de legende had Aleksandr Soevorov de mogelijkheid om een militaire carrière te kiezen te danken aan Gannibal, die zijn vader overtuigde om toe te geven aan de aspiraties van zijn zoon)

Ibrahim (Abram) werd geboren rond 1696. In 1703, toen hij 7 jaar oud was, werden Ibrahim en zijn broer ontvoerd en naar Constantinopel gebracht, vanwaar Savva Raguzinsky in 1705 de broers als een geschenk aan Peter I bracht. Tsaar Peter had al meerdere "araps" (zwart-Afrikaanse hofdienaren)  in dienst. Volgens een alternatieve versie werd Abram Petrovitsj rond 1688 geboren en rond 1698 door Peter de Grote in  Nederland gekocht en naar Rusland gebracht.
In de Kerk van de Heilige Paraskeva te Vilnius bekeerden de jongens zich tot de orthodoxie, naar alle waarschijnlijkheid in de tweede helft van juli 1705. De peetouders waren tsaar Peter (die hem zowel het patroniem als de achternaam "Petrov" gaf) en de koningin van Polen Christiana Eberhardina, echtgenote van koning August II. Ibrahim kreeg de gerussificeerde naam Abram, zijn broer de naam Aleksej. Een gedenkplaat op het huidige gebouw van de kerk herinnert hieraan. Anderzijds delen niet alle onderzoekers de officiële versie van de doop van Gannibal, en menen dat de jongens rond 1698 door Peter werden gedoopt.
Abram Petrovitsj was onafscheidelijk dicht bij de tsaar, sliep in zijn kamer, en vergezelde hem op alle campagnes. In documenten wordt hij drie keer genoemd samen met de nar Lacoste. Sinds 1714 had Peter I hem verschillende opdrachten toevertrouwd, waaronder geheime. Hij werd de ordonnateur en secretaris van de tsaar. In 1716 ging hij met de vorst naar het buitenland. Op dat moment ontving Abram een salaris van 100 roebel per jaar. Abram Petrovitsj bleef in Frankrijk om te studeren. Na 1,5 jaar technische school ging hij het Franse leger in, nam deel aan de Oorlog van de Viervoudige Alliantie, raakte gewond aan zijn hoofd en klom op tot de rang van kapitein. Toen hij in 1723 terugkeerde naar Rusland werd hij toegewezen aan Preobrazjenski-regiment als ingenieur-luitenant van een artillerie-compagnie, waarvan de tsaar zelf de kapitein was.

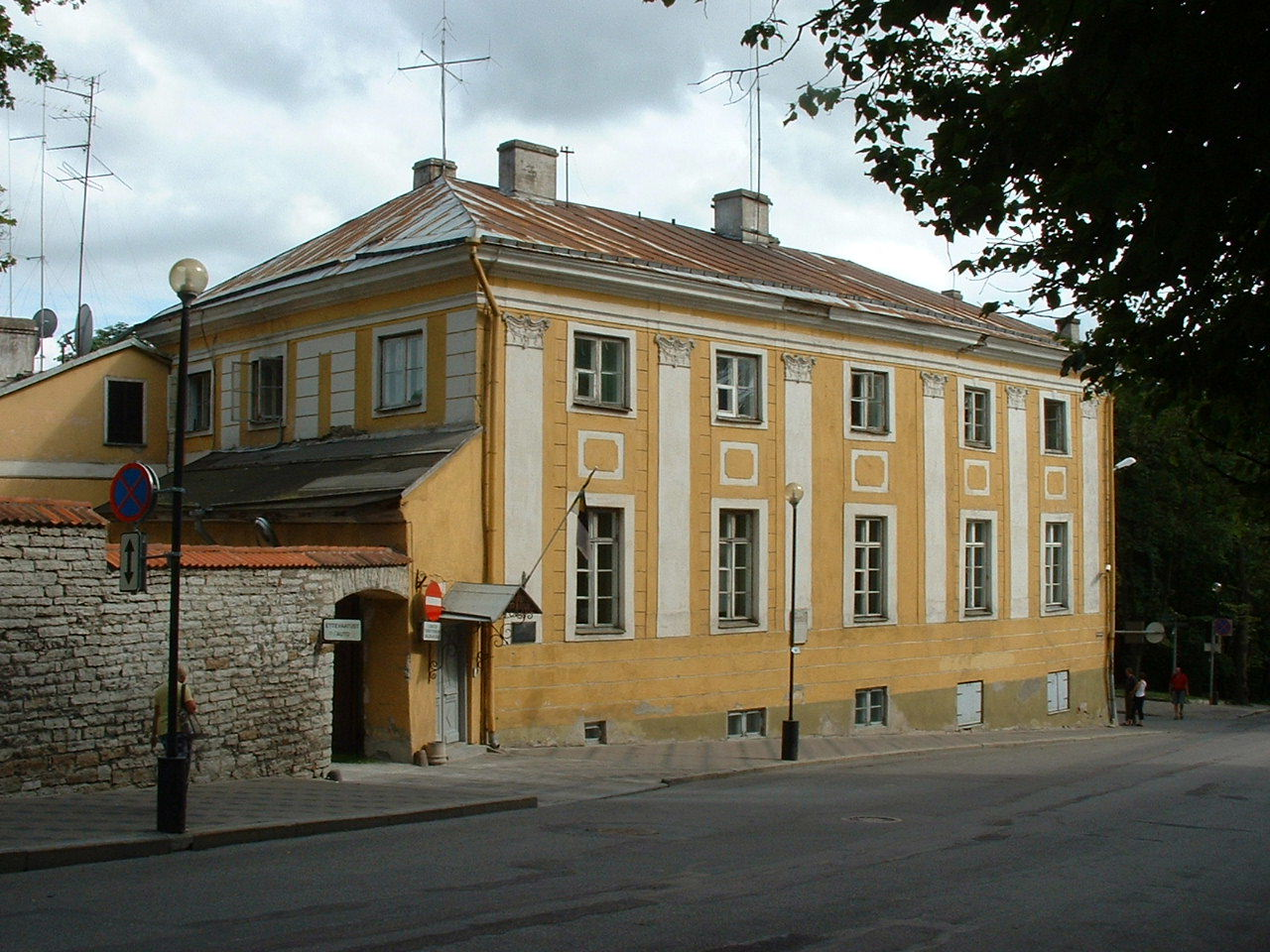
commandantenhuis in Tallinn, waar Gannibal in 1742-1752 leefde

Na de dood van Peter voegde Gannibal (hij gaf er vanaf het einde van de jaren 1720 de voorkeur aan deze achternaam te dragen, ter ere van de beroemde Carthaagse veldheer Hannibal Barkas) zich bij de partij die ontevreden was over de opkomst van Aleksandr Mensjikov, waarvoor hij naar Siberië werd verbannen (1727). 
In januari 1728 arriveerde Gannibal in Selenginsk om daar de plaatselijke commandant Ivan Buchholz te helpen bij het verplaatsen van het fort naar een nieuwe locatie. Aangezien hij deze taak als een degradatie beschouwde, vermeed hij deelname aan het project. In 1729 werd bevolen dat de papieren van Gannibal werden weggenomen en in Tomsk werden vastgehouden, wat hem 10 roebel per maand opleverde. In januari 1730 werd Gannibal benoemd tot majoor in het garnizoen van Tobolsk en in september werd hij overgeplaatst als kapitein naar het geniekorps, waar Gannibal tot zijn pensionering in 1733 op de lijst stond. Hij werd naar Pernov (het huidige Pärnu) gestuurd om de leidinggevenden wiskunde en tekenen te leren. In 1731-1733 was hij de commandant van het versterkte gebied van Pernov. In 1733 ging hij met pensioen.
In 1733 kocht Abram Petrovitsj het landhuis Karjaküla van zijn vriend admiraal Fjodor Golovin. Het landhuis was klein (20 hectare bouwland) maar perfect onderhouden. In Karjaküla is het landhuis herbouwd en zijn de bijgebouwen gerestaureerd.

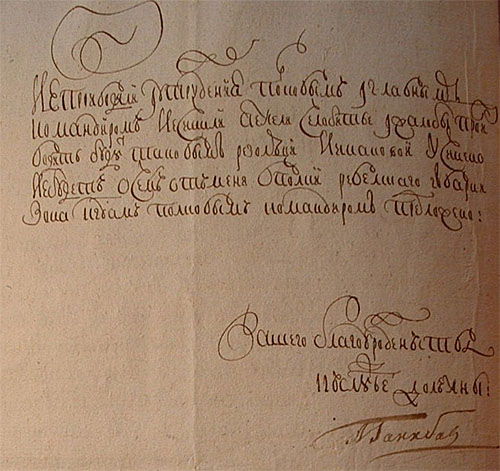
Gannibals brief aan tsarina Elizabeth

Nadat hij in 1740 weer in dienst was getreden, ging het na de kroning van tsarina Elisabeth weer bergopwaarts met zijn carrière. In 1742 werd hij benoemd tot commandant van Reval (het huidige Tallinn) en kreeg hij het landhuis Ragola en andere landgoederen. In hetzelfde jaar schonk Elizabeth hem kroonland in het district Voronetski van de oblast Pskov, waar Gannibal het later Petrovskoje genoemde landgoed stichtte.
In 1745 werd Gannibal aangesteld om de grensafbakening met Zweden te beheren. In 1752 werd hij opnieuw overgeplaatst naar de Genie, en werd de manager van het technische deel van het gehele leger. Hij  hield toezicht op de bouw van de vestingwerken van de Tobol-Isjim-linie, evenals die vanKronstadt, Riga, Sint-Petersburg en andere. In 1755 beheerde hij de aanleg en het onderhoud van het kanaal van Kronstadt. Tegelijkertijd richtte hij een ziekenhuis op voor arbeiders aan het kanaal, en opende een school in Kronstadt voor de kinderen van arbeiders en ambachtslieden. Hij ontving de Orde van Sint-Anna (1748) en de Alexander Nevski-orde (1760). Nadat hij was opgeklommen tot de rang van opperbevelhebber werd Gannibal in 1762 door tsaar Peter III ontslagen.
Gannibal stierf in 1781 en werd begraven op de oude begraafplaats van Soejda in het rajon Gattsjinski. Het graf is verloren geraakt.

## Aardappelteelt
De bijdrage van Gannibal aan de ontwikkeling van de aardappelteelt in Rusland is noemenswaardig. Het eerste veld met aardappelen verscheen in Rusland onder Peter de Grote. De tsaar kweekte aardappelen in Strelna, in de hoop ze als medicinale plant te kunnen gebruiken. In de jaren 1760 besloot Catharina II dat de aardappel in ten tijde van hongersnood kon worden gebruikt, en droeg Gannibal, die bekend was met deze cultuur, op om op zijn landgoed aardappelen te gaan telen. 
Zo werd Gannibal's landgoed te Soejda de eerste plaats in Rusland, waar eerst kleine en daarna uitgestrekte aardappelvelden verschenen, die zich al snel naar het grondgebied van naburige landgoederen uitbreidden. De boeren waren aanvankelijk erg op hun hoede voor de aardappel, maar in sommige jaren was de aardappel de redding van de hongerdood en verdween het wantrouwen geleidelijk.

## Familie

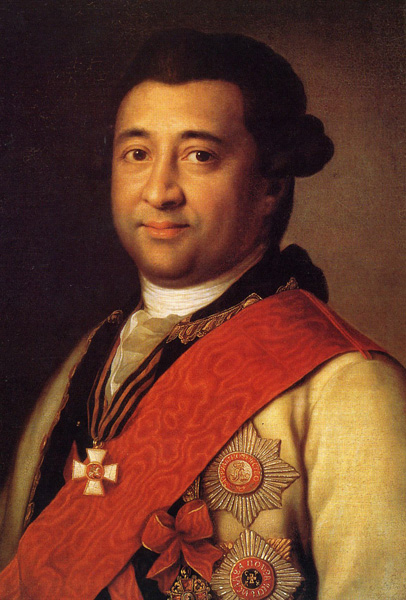
Ivan Abranovitsj Gannibal

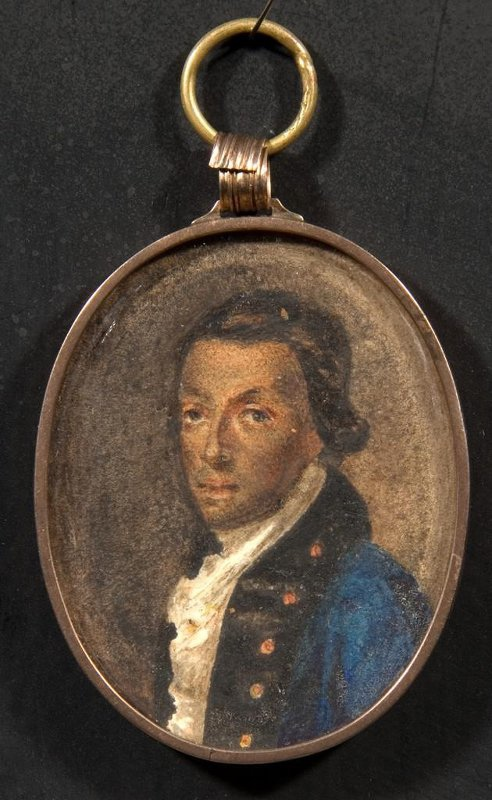
Isaak Abramovitsj Gannibal

Abrams broer Aleksej Petrovitsj, blijkbaar zo genoemd ter ere van tsarevitsj Aleksej Petrovitsj, maakte geen grote carrière. Hij diende als hoboïst in het Preobrazjenski-regiment, was getrouwd met een lijfeigene van de verbannen vorst Vasili Golitsyn en werd voor het laatst genoemd in de late jaren 1710. In de familie Gannibal werd de herinnering aan hem niet bewaard en zijn bestaan werd pas in de 20e eeuw bekend uit de archieven van Peter de Grote.
Begin 1731 trouwde Abram Gannibal in Sint-Petersburg met een Griekse vrouw, Jevdokia Andrejevna Dioper, de dochter van een officier van de galeivloot. Getrouwd tegen haar wil, bedroog Jevdokia Andrejevna volgens één versie haar man, wat vervolging en mishandeling door de bedrogene veroorzaakte. Volgens een andere versie beschuldigde Gannibal toen hij haar kind zag, een blond meisje met een lichte huid, zijn vrouw van overspel, waarna ze hem probeerde te vergiftigen met de hulp van dirigent Sjisjkov. De zaak kwam voor de rechter en Sjisjkov werd al snel schuldig bevonden. Jevdokia werd gearresteerd en 11 jaar onder erbarmelijke omstandigheden gevangengezet. Uit het materiaal van de echtscheidingszaak volgt dat Gannibal "de ongelukkige vrouw medogenloos sloeg" en haar jarenlang "onder bewaking" hield op de rand van de hongerdood.
Ondertussen ontmoette Gannibal in Pärnu Christina Regina von Sjöberg, kreeg kinderen met haar en trouwde in 1736 met haar terwijl zijn eerste vrouw nog in leven was. Hierbij diende hij een gerechtelijk bevel over straf voor overspel in als bewijs van echtscheiding. In 1743 werd Jevdokia, op borgtocht vrijgelaten, opnieuw zwanger, waarna ze een verzoekschrift indiende bij de kerkenraad. Hierin erkende ze haar ontrouw uit het verleden en vroeg om van haar echtgenoot te mogen scheiden. De rechtszaak met Jevdokia eindigde echter pas in 1753. Het huwelijk werd op 9 september 1753 nietig verklaard. In 1754 werd zijn vrouw verbannen naar het Vvedenski-klooster in Tichvin, en aan Gannibal werden penitentie en boete opgelegd, waarbij hij het tweede huwelijk echter als wettig erkende en de militaire rechtbank schuldig achtte, die in geval van overspel oordeelde zonder rekening te houden met de synode.
Gannibal had elf kinderen, waarvan vier zonen (Ivan, Pjotr, Osip en Isaak) en drie dochters (Jelizaveta, Anna en Sofia) overleefden tot volwassenheid. Hiervan nam Ivan deel aan een zee-expeditie, nam Navarin in, onderscheidde zich in de Slag bij Çeşme. Onder het decreet van Catharina II voerde hij de bouw van de stad Cherson uit (1779), klom op tot de rang van opperbevelhebber en stierf in 1801. Nadezjda, de dochter van een andere zoon van Gannibal, Osip, was de moeder van Aleksandr Poesjkin, die zijn afkomst van Gannibal vermeldt in de gedichten "Naar Joerjev", "Naar Jazykov" en "Mijn genealogie".
- Bibsys: 1642068397130
- Bibliothèque nationale de France: cb12523211n (data)
- Gemeinsame Normdatei: 1032717033
- International Standard Name Identifier: 0000 0000 5560 7855
- Library of Congress Control Number: n81041802
- Nationale Bibliotheek van Tsjechië: jn20020206011
- Nationale Bibliotheek van Israël: 987007274487605171
- Nationale Bibliotheek van Polen: a0000001727885
- Nederlandse Thesaurus van Auteursnamen: 156499347
- Système universitaire de documentation: 034479848
- Virtual International Authority File: 185887979
- WorldCat: E39PBJmdtC6cRfqdccGYMjWkXd